# Distretto di Musa Qala
Il distretto di Musa Qala è un distretto dell'Afghanistan situato nell'area settentrionale della provincia dell'Helmand. La popolazione, che nel 2005 contava 50.300 abitanti, è di etnia pashtun. Il capoluogo del distretto è il villaggio di Musa Qala; si contano inoltre altri 19 grandi villaggi e 200 insediamenti minori, per lo più situati lungo il fiume Musa Qala.
Allo scopo di debellare i talebani, la NATO nel 2006 ha aumentato la sua presenza. Come il resto della Provincia, anche il distretto di Musa Qala è sotto la responsabilità del Regno Unito.